# 霍德纳盐湖
霍德纳盐湖（阿拉伯语：‎）是阿尔及利亚的一个盐湖，位于霍德纳内流盆地，上高原的东端。霍德纳盐湖存在一些季节性湖泊和沼泽，但盐湖的中心区几乎没有植被。

## 生态
盐湖为一些濒危物种，如居氏瞪羚、云石斑鸭、多种鸨和原生鱼类提供了重要的栖息地。2001年2月2日，霍德纳盐湖被列入湿地公约。